# Fiksni troškovi
Fiksni troškovi su troškovi koji nisu u omjeru s obujmom poslovanja. Troškovi svakog poslovanja, su sastavljeni od dijela koji je stalan (neki primjeri su trošak najamnine, rasvjete, nekih vrsta komunalija, visina otplate kredita ili zajma,...), i drugih, varijabilnih troškova, čija visina je vezana uz obujam poslovanja.  